# Philoliche chrysopila
Philoliche chrysopila är en tvåvingeart som först beskrevs av Macquart 1834.  Philoliche chrysopila ingår i släktet Philoliche och familjen bromsar. Inga underarter finns listade i Catalogue of Life.